# Попкам 1
Попкам 1 (англ. Popkum 1) — індіанська резервація в Канаді, у провінції Британська Колумбія, у межах регіонального округу Фрейзер-Велі.

## Населення
За даними перепису 2016 року, індіанська резервація нараховувала 10 осіб. Середня густина населення становила 6,9 осіб/км².

## Клімат
Середня річна температура становить 7,3°C, середня максимальна – 18,6°C, а середня мінімальна – -5°C. Середня річна кількість опадів – 1 657 мм.
| Клімат поселення                              | Клімат поселення | Клімат поселення | Клімат поселення | Клімат поселення | Клімат поселення | Клімат поселення | Клімат поселення | Клімат поселення | Клімат поселення | Клімат поселення | Клімат поселення | Клімат поселення | Клімат поселення |
| Показник                                      | Січ.             | Лют.             | Бер.             | Квіт.            | Трав.            | Черв.            | Лип.             | Серп.            | Вер.             | Жовт.            | Лист.            | Груд.            |                  |
| Середній максимум, °C                         | 4,48             | 6,20             | 7,56             | 10,76            | 14,08            | 17,05            | 17,43            | 18,62            | 15,61            | 11,27            | 5,33             | 2,69             |                  |
| Середня температура, °C                       | −0,23            | 1,47             | 2,84             | 6,04             | 9,36             | 12,35            | 14,99            | 16,18            | 13,18            | 8,83             | 2,89             | 0,24             |                  |
| Середній мінімум, °C                          | −4,95            | −3,25            | −1,88            | 1,32             | 4,63             | 7,61             | 12,54            | 13,73            | 10,72            | 6,38             | 0,44             | −2,2             |                  |
| Норма опадів, мм                              | 222              | 151              | 145              | 116              | 97               | 87               | 59               | 57               | 84               | 171              | 259              | 209              |                  |
| Середньомісячна швидкість вітру, м/с          | 3.09             | 3.11             | 3.03             | 3.03             | 2.87             | 2.85             | 2.72             | 2.56             | 2.44             | 2.54             | 2.96             | 3.04             |                  |
| Середньомісячна сонячна радіація, кДж/м²·день | 3344             | 6474             | 10262            | 15171            | 18694            | 20179            | 21581            | 18582            | 13328            | 7366             | 3669             | 2587             |                  |
| --------------------------------------------- | ---------------- | ---------------- | ---------------- | ---------------- | ---------------- | ---------------- | ---------------- | ---------------- | ---------------- | ---------------- | ---------------- | ---------------- | ---------------- |
| Джерело:                                      |                  |                  |                  |                  |                  |                  |                  |                  |                  |                  |                  |                  |                  |